# Asror Aliqulov
Asror Aliqulov est un footballeur ouzbek né le 12 septembre 1978 devenu entraîneur.

## Statistiques
- 63 sélections et 0 but avec l'équipe d'Ouzbékistan de football depuis 1999.
- 1er match en sélection : Ouzbékistan - Malaisie (3-0) le 11 juillet 1999[1].

## Palmarès

### En club
- Champion d'Uzbek League en 2003, 2004, 2005, 2006 et 2007
- Champion de la Coupe d'Ouzbékistan en 2003, 2004, 2005, 2006 et 2007
- Demi-finaliste de la AFC Champions League en 2003 et 2004

### En sélection nationale
- Vainqueur du Tournoi Merdeka en 2001